# Rudolf Heinrich Bernhard Bosse
Rudolf Heinrich Bernhard Bosse, auch Rudolph von Bosse (* 23. April 1778 in Braunschweig; † 20. Februar 1855) war ein deutscher Jurist, Staatsmann und Schriftsteller.

## Leben
Rudolf Heinrich Bernhard Bosse wurde 1778 in Braunschweig als Sohn des Gymnasiallehrers Johann Friedrich Georg Bosse geboren. Sein jüngerer Bruder war Georg Bosse. Er besuchte ab 1795 das Collegium Carolinum in Braunschweig und studierte anschließend in Helmstedt Philologie und Rechtswissenschaft. Er war ab 1803 Sekretär bei der Geheimen Kanzlei in Braunschweig. Bereits zu dieser Zeit war er schriftstellerisch tätig und korrespondierte mit bedeutenden Gelehrten. Nach der Auflösung des Fürstentums Braunschweig-Wolfenbüttel trat Bosse in die Dienste des neu gegründeten Königreichs Westphalen. Er siedelte 1808 nach Kassel über, wo er zunächst als Privatsekretär für Minister Johannes von Müller tätig war, bevor er Generalsekretär der Studiendirektion und Staatsratsauditeur wurde. Nach Müllers Tod 1809 wurde Bosse Mitglied des Bittschriftenamtes und der Oberrechnungskammer. Bosse erhielt 1812 den Ritter- und Adelsstand des Königreichs.
Er ging 1815 in das neu errichtete Herzogtum Braunschweig, wo er zunächst nur eine Assessorenstelle an der neuerrichteten Kammer erhielt und erst 1825 unter Herzog Karl II. Kammerrat und 1827 Staatsrat sowie Mitglied des braunschweigischen Staatsministeriums mit beratender Stimme wurde. Auch wurde er ins Kabinett berufen. Nach dem Sturz Herzog Karls II. wurde Bosse noch 1830 in den Ruhestand versetzt. Ursache hierfür waren „Intrigen in der Umgebung des Herzogs, aber auch […] eigene[…] Unterwürfigkeit und Opportunismus.“
Bosse war verheiratet mit Johanne Karoline Ritter, Tochter des Münzdirektors Ritter in Braunschweig. Er wohnte zuletzt am Steinweg in Braunschweig. Er starb im Februar 1855 im Alter von 76 Jahren und wurde auf dem Katharinenfriedhof in Braunschweig bestattet. Sein Nachlass befindet sich im Niedersächsischen Landesarchiv.
Ferdinand Spehr galt Bosse als konservativer Autor politisch-historischer Schriften, „in welchen mehr ein Verarbeiten fremder Ideen als selbstschaffender Geist zu finden ist“.

## Schriften (Auswahl)
- Ueber Hochverrath, beleidigte Majestät und verletzte Ehrerbietung gegen den Landesherrn. 1802.
- Grundzüge des Finanzwesens im Römischen Staate, 2 Bände, 1804.
- Uebersicht der französischen Staatswirthschaft bis zum Finanzplan von 1806, 2 Bände, 1807.
- Esquisse de la statistique générale et particulière du royaume de Westphalie. Braunschweig 1808. (Digitalisat)
- Essai sur l’histoire de l'économie politique des peuples modernes. 1818.
- Darstellung des staatswirthschaftlichen Zustandes der deutschen Bundesstaaten auf seinen geschichtlichen Grundlagen. Braunschweig 1820. (Digitalisat)
- Darstellung der Verhältnisse des von Braunschweig entwichenen Geheimraths v. Schmidt-Phiseldeck…, Staatsschrift, Braunschweig 1827. (Digitalisat)
- Geschichte Frankreichs, besonders der dortigen Geistesentwickelung, von der Einwanderung der Griechen bis zum Tode Ludwigs XV. 1829.
- Das Familienwesen oder Forschungen über seine Natur, Geschichte und Rechtsverhältnisse. 1835.
- Das Familienwesen und die allgültigen Gesetze für seine einfache und Gemeingestaltung. 1854.